# Nikki Nova
Nikki Nova (ur. 5 stycznia 1972 w Hampton) – amerykańska modelka i aktorka pornograficzna, osobowość telewizyjna pochodzenia czirokeskiego, włoskiego, angielskiego, irlandzkiego, niemieckiego i szkockiego.

## Życiorys

### Wczesne lata
Urodziła się w Hampton w stanie Wirginia, gdzie w latach 1986-1990 uczęszczała do Phoebus High School. Wkrótce przeniosła się do Los Angeles i podjęła naukę w szkole projektowania, jednak nie mogła sobie pozwolić na płacenie czesnego.

### Kariera
Została odkryta w nocnym klubie przez fotografa mody z Paryża, który był tam, by spotkać się z innymi modelkami. Widział ją, jak występowała w programie w stylu burleski o północy i zaproponował jej współpracę. Nikki Nova wzięła udział w kilku sesjach zdjęciowych dla kilku różnych magazynów, a następnie podjęła pracę dla słynnej erotycznej fotograf Suze Randall.
Przed kamerą zadebiutowała w 1997 roku w filmie B The Night That Never Happened. Rok potem pojawiła się w dreszczowcu W kręgu zła (Undercurrent, 1998) z Lorenzo Lamasem i filmie erotycznym sci-fi Lolita 2000 (1998). Występowała także przez kilka lat w serialu komediowym The Red Light Comedy District i różnych klubach nocnych. Ponadto pisała artykuły do czasopism.
W 2003 roku zastąpiła Terę Patrick jako gospodarz programu telewizyjnego Night Calls 411 w Playboy TV i pełniła tę rolę do końca istnienia programu w 2005.
Pojawiła się też w programie radiowym Howarda Sterna (The Howard Stern Show) i w dokumencie HBO pt. Pornucopia: Going Down in the Valley (2004).

### Życie prywatne
Spotykała się Jaredem Leto (1996) i Billym Zane'em (1998). 27 lutego 1996 roku wyszła za mąż za Pasquale Zazę, lecz w 2000 doszło do rozwodu.
4 listopada 2005 odniosła poważny uszczerbek na zdrowiu, spadając z konia podczas sesji zdjęciowej. W trakcie jej rehabilitacji istniała strona internetowa, na której pojawiały się informacje o zdrowiu modelki. Po rehabilitacji powróciła do pracy jako modelka i aktorka.